# Лоренцо Ебесіліо
Лоре́нцо Ебесі́ліо (нід. Lorenzo Ebecilio, нар. 24 вересня 1991, Хорн) — нідерландський футболіст, фланговий півзахисник сербського клубу «Црвена Звезда».

## Клубна кар'єра
Народився 24 вересня 1991 року в місті Хорн. Розпочав юнацьку кар'єру в аматорському клубі «ВВ де Блоккерс» з рідного міста. Пізніше він грав за молодіжні команди «ХВВ Голландія» та АЗ.
Через кілька місяців після смерті батька, 27 жовтня 2005 року, у Лоренцо стався серцевий напад. Він переніс зупинку серця, допомогло лише застосування дефібрилятора. У зв'язку з цим він був змушений залишити АЗ і повернутися в «ХВВ Голландію». Після операції Ебесіліо не мав жодних проблем зі здоров'ям. Згодом «Аякс» запропонував йому місце у своїй футбольній академії, яку тренував Франк де Бур.
У дорослому футболі дебютував 12 грудня 2010 року, після того як де Бур став тренером головної команди і залучив Лоренцо до її ігор. За основну команду грав до літа 2012 року, після чого перестав потрапляти до головної команди. Всього за «євреїв» взяв участь у 38 матчах чемпіонату, в яких забив 9 голів.
До складу клубу «Металург» (Донецьк) приєднався на початку 2013 року, проте закріпитися в складі донецької команди не зумів і вже влітку покинув клуб.
5 червня 2013 року підписав однорічний контракт з азербайджанською «Габалою», ставши того сезону з командою бронзовим призером чемпіонату Азербайджану.
Наприкінці червня 2014 року прибув на перегляд в Саранську «Мордовію» і незабаром клуб оголосив про оренду Ебесіліо до кінця сезону. В чемпіонаті Росії дебютував 2 серпня в матчі з «Уралом». На 56-й хвилині Лоренцо отримав травму і в підсумку залишив поле на ношах. Після матчу прес-служба клубу оголосила, що футболіст отримав перелом лівої ноги і його відновлення займе до півроку. Перший матч після травми Ебесіліо провів лише у 22 турі чемпіонату, вийшовши на заміну в матчі проти «Амкара». Поступово став гравцем основного складу і зміг двічі забити гол (з пенальті в матчі проти «Уфи» і з гри — «Торпедо»).
7 липня 2015 року Ебесіліо приєднався до «Анжі», куди його запросив Юрій Сьомін, який тренував його в «Мордовії» і «Габалі» та був високої думки про гру нідерландця.

## Виступи за збірні
2009 року дебютував у складі юнацької збірної Нідерландів, разом з якою виступав на юнацькому чемпіонаті Європи 2010 року. Всього за три роки взяв участь у 8 іграх на юнацькому рівні, відзначившись 1 забитим голом.
2011 року дебютував у складі молодіжної збірної Нідерландів, проте провів за неї лише два матчі.

## Титули і досягнення
- Чемпіон Нідерландів (2):

«Аякс»:  2010–11, 2011–12
- Чемпіон Кіпру (2):

АПОЕЛ: 2016-17, 2017-18
- Чемпіон Сербії (1):

«Црвена Звезда»: 2018-19